# Marie Barenfeld
Marie Anna Elisabeth Barenfeld, född 2 mars 1985  i Mikaels församling, Örebro, är en svensk friidrottare (mångkamp). Hon vann SM-guld i sjukamp år 2004.

## Personliga rekord
| Utomhus - 200 meter – 26,33 (Arles, Frankrike 1 juli 2006) - 800 meter – 2:24,78 (Tallinn, Estland 4 juli 2004) - 800 meter – 2:25,31 (Lerum) - 800 meter – 2:31,05 (Jyväskylä, Finland 3 juli 2005) - 100 meter häck – 14,88 (Åbo, Finland) - 100 meter häck – 14,97 (Tallinn, Estland 3 juli 2004) - 100 meter häck – 15,01 (Jyväskylä, Finland 2 juli 2005) - Höjd – 1,65 (Värnamo) - Höjd – 1,56 (Tallinn, Estland 3 juli 2004) - Höjd – 1,56 (Arles, Frankrike 1 juli 2006) - Längd – 5,95 (Karlstad 8 augusti 2004) - Längd – 5,59 (Arles, Frankrike 2 juli 2006) - Kula – 14,55 (Lerum 12 augusti 2001) - Kula – 14,17 (Åbo, Finland) - Kula – 12,79 (Jyväskylä, Finland 2 juli 2005) - Spjut – 47,43 (Gävle 14 augusti 2011) - Spjut – 46,27 (Nyköping 6 juni 2009) - Sjukamp – 5 110 (Värnamo 25 juli 2004) | Inomhus - 60 meter – 8,03 (Eskilstuna 28 januari 2001) - 60 meter häck – 8,92 (Göteborg 27 februari 2005) - Längd – 5,58 (Västerås 5 mars 2006) - Kula – 14,35 (Nyköping 17 februari 2007) - Kula – 14,35 (Sätra) - Femkamp – 3 682 (Göteborg 9 mars 2003) |

### Fotnoter
1. ↑  ”MARIE BARENFELD (OM MIG)”. barenfeld.se. http://www.barenfeld.se/. Läst 28 oktober 2016.
2. 1 2  Wiger 2006, s. 239.
3. ↑  ”SM i mångkamp 2006”. Arkiverad från originalet den 28 mars 2007. https://web.archive.org/web/20070328045417/http://www.faluik.se/resultat/2006/mangkamp.htm. Läst 25 mars 2015.
4. ↑  ”SM mångkamp 2004, resultat” (html). Arkiverad från originalet den 17 december 2005. https://web.archive.org/web/20051217045342/http://www.ka2if.k.se/html/smlive.html. Läst 21 april 2015.
5. 1 2 3 4 5 6 7 8 9 10 11 12 13 14  ”Personsida på AllAthletics”. all-athletics.com. Arkiverad från originalet den 28 oktober 2016. https://web.archive.org/web/20161028220046/http://www.all-athletics.com/node/148097. Läst 28 oktober 2016.
6. ↑  Sveriges befolkning
1990:
Barenfeld, Marie Anna Elisabeth
7. 1 2 3 4 5 6 7 8  ”Personsida hos IAAF”. iaaf.org. https://www.iaaf.org/athletes/sweden/marie-barenfeldt-202815. Läst 28 oktober 2016.
8. 1 2 3 4 5 6 7 8  ”Personsida på European Athletics' webbplats”. european-athletics.org. http://www.european-athletics.org/athletes/group=b/athlete=132877-barenfeld-marie/index.html. Läst 28 oktober 2016.